# وزارة البيئة (تونس)
وزارة البيئة هي الوزارة التونسية المسؤولة عن البيئة في تونس.

## مؤسسات تحت الإشراف
تقع تحت إشراف الوزارة العديد من المؤسسات:
- الوكالة الوطنية لحماية المحيط
- مركز تونس الدولي لتكنولوجيا البيئة
- الوكالة الوطنية للتصرف في النفايات
- وكالة حماية وتهيئة الشريط الساحلي
- الديوان الوطني للتطهير

## قائمة الوزراء
| الوزير | الوزير                            | الحزب | الحزب                      | الحكومة                                             | تواريخ العهدة  | تواريخ العهدة  |
| ------ | --------------------------------- | ----- | -------------------------- | --------------------------------------------------- | -------------- | -------------- |
|        | صالح الجبالي                      |       | التجمع الدستوري الديمقراطي | حكومة حامد القروي                                   | 11 أكتوبر 1991 | 9 يونيو 1992   |
|        | محمد مهدي مليكة                   |       | التجمع الدستوري الديمقراطي | حكومة حامد القروي                                   | 9 يونيو 1992   | 22 أبريل 1999  |
|        | فائزة الكافي                      |       | التجمع الدستوري الديمقراطي | حكومة حامد القروي حكومة محمد الغنوشي الأولى         | 22 أبريل 1999  | 23 يناير 2001  |
|        | محمد النابلي                      |       | التجمع الدستوري الديمقراطي | حكومة محمد الغنوشي الأولى                           | 23 يناير 2001  | 5 سبتمبر 2002  |
|        | الحبيب حداد (مع الفلاحة)          |       | التجمع الدستوري الديمقراطي | حكومة محمد الغنوشي الأولى                           | 5 سبتمبر 2002  | 11 نوفمبر 2004 |
|        | نذير حمادة                        |       | التجمع الدستوري الديمقراطي | حكومة محمد الغنوشي الأولى                           | 11 نوفمبر 2004 | 17 يناير 2011  |
|        | الحبيب مبارك                      |       | التجمع الدستوري الديمقراطي | حكومة محمد الغنوشي الثانية                          | 17 يناير 2011  | 27 يناير 2011  |
|        | مختار الجلالي                     |       | مستقل                      | حكومة محمد الغنوشي الثانية حكومة الباجي قايد السبسي | 27 يناير 2011  | 24 ديسمبر 2011 |
|        | مامية البنا                       |       | مستقلة                     | حكومة حمادي الجبالي                                 | 24 ديسمبر 2011 | 13 مارس 2013   |
|        | محمد سلمان                        |       | حركة النهضة                | حكومة علي العريض                                    | 13 مارس 2013   | 29 يناير 2014  |
|        | نجيب درويش                        |       | الاتحاد الوطني الحر        | حكومة الحبيب الصيد                                  | 6 فبراير 2015  | 27 أغسطس 2016  |
|        | رياض المؤخر (مع الشؤون المحلية)   |       | آفاق تونس                  | حكومة يوسف الشاهد                                   | 27 أغسطس 2016  | 14 نوفمبر 2018 |
|        | مختار الهمامي (مع الشؤون المحلية) |       | مستقل                      | حكومة يوسف الشاهد                                   | 14 نوفمبر 2018 | 27 فبراير 2020 |
|        | شكري بن حسن                       |       | تحيا تونس                  | حكومة إلياس الفخفاخ                                 | 27 فبراير 2020 | الآن           |

### كتاب الدولة
- 5 سبتمبر 2002 - 16 يونيو 2003: الحبيب الصيد
- 29 يونيو 2014 - 6 فبراير 2015: منير المجدوب (كاتب دولة لدى وزير التجهيز مكلف بالبيئة والتنمية المستديمة)
- 27 أغسطس 2016 - 14 نوفمبر 2018: شكري بن حسن (مكلف بالبيئة)
- 14 نوفمبر 2018 - 27 فبراير 2020: بسمة الجبالي

## روابط خارجية
- موقع وزارة البيئة التونسية